# Gennaro Verolino
Gennaro Verolino (ur. 3 listopada 1906 w Neapolu, zm. 17 listopada 2005) – włoski duchowny katolicki, dyplomata watykański, arcybiskup, nuncjusz w krajach Ameryki Południowej.
Przyjął święcenia kapłańskie 23 grudnia 1928. Podjął pracę w dyplomacji Stolicy Apostolskiej. W okresie II wojny światowej pracował jako sekretarz nuncjatury na Węgrzech. Włączył się w akcję ratowania osób pochodzenia żydowskiego przez dostarczanie im dokumentów tożsamości, głównie paszportów szwedzkich, prowadzoną w Budapeszcie przez dyplomatę szwedzkiego Pera Angera. Z ks. Verolino współpracował również nuncjusz, arcybiskup Angelo Rotta.
Po wojnie Gennaro Verolino został mianowany nuncjuszem apostolskim w Salwadorze i Gwatemali (5 września 1951), z jednoczesnym nadaniem tytularnej stolicy arcybiskupiej Corinthus. Sakry biskupiej udzielił mu 7 października 1951 kardynał Clemente Micara. W 1957 arcybiskup Verolino został przeniesiony na nuncjaturę w Kostaryce. Od 1963 pracował w Kurii Rzymskiej, początkowo na stanowisku sekretarza ceremonii papieskich, następnie w Sekretariacie Stanu (1967–1969). W 1986 przeszedł na emeryturę. W 2001 obchodził jubileusz 50-lecia sakry biskupiej, a w 2003 75-lecia święceń kapłańskich.
1 października 2004 otrzymał przyznaną po raz pierwszy Nagrodę Pera Angera. Została ona ustanowiona przez rząd szwedzki ku pamięci ambasadora Angera dla osób zasłużonych w pracy humanitarnej i podejmujących inicjatywy na rzecz demokracji. Uhonorowano w ten sposób działalność arcybiskupa Verolino w okresie II wojny światowej.
W chwili śmierci był jednym z najstarszych biskupów katolickich na świecie.